# Pallacanestro 3x3 femminile ai XVIII Giochi panamericani
Il torneo femminile di pallacanestro 3x3 ai XVIII Giochi panamericani si è disputato a Lima, in Perù, dal 27 al 29 luglio 2019, e ha visto impegnate le cestiste di 8 nazioni. Come per gli uomini, la disciplina ha esordito per la prima volta ai Giochi panamericani in questa edizione.

## Girone preliminare

### Classifica
|   | Squadra         | G | V | P | F   | C  | D   | P  |
| - | --------------- | - | - | - | --- | -- | --- | -- |
| 1 | Stati Uniti     | 5 | 5 | 0 | 102 | 48 | 54  | 10 |
| 2 | Argentina       | 5 | 4 | 1 | 76  | 68 | 8   | 9  |
| 3 | Rep. Dominicana | 5 | 3 | 2 | 68  | 73 | -5  | 8  |
| 4 | Brasile         | 5 | 2 | 3 | 76  | 89 | -13 | 7  |
| 5 | Venezuela       | 5 | 1 | 4 | 72  | 80 | -8  | 6  |
| 6 | Uruguay         | 5 | 0 | 5 | 55  | 91 | -36 | 5  |

|  | Classificate alle semifinali. |

### Risultati
| Data      | Partita         | Partita | Partita         |
| --------- | --------------- | ------- | --------------- |
| 27 luglio | Brasile         | 14-16   | Rep. Dominicana |
| 27 luglio | Venezuela       | 14-8    | Uruguay         |
| 27 luglio | Stati Uniti     | 21-15   | Argentina       |
| 27 luglio | Rep. Dominicana | 10-12   | Argentina       |
| 27 luglio | Stati Uniti     | 21-5    | Uruguay         |
| 27 luglio | Brasile         | 22-20   | Venezuela       |
| 27 luglio | Venezuela       | 13-18   | Rep. Dominicana |
| 27 luglio | Argentina       | 19-13   | Uruguay         |
| 27 luglio | Stati Uniti     | 21-7    | Brasile         |
| 28 luglio | Uruguay         | 13-17   | Rep. Dominicana |
| 28 luglio | Argentina       | 16-13   | Brasile         |
| 28 luglio | Stati Uniti     | 18-14   | Venezuela       |
| 28 luglio | Rep. Dominicana | 7-21    | Stati Uniti     |
| 28 luglio | Argentina       | 14-11   | Venezuela       |
| 28 luglio | Uruguay         | 16-20   | Brasile         |

## Fase  finale
|  | Semifinali      | Semifinali      | Semifinali |           |             | Finale          | Finale          | Finale          |  |
|  |                 |                 |            |           |             |                 |                 |                 |  |
|  | Stati Uniti     | Stati Uniti     | 21         |           |             |                 |                 |                 |  |
|  | Stati Uniti     | Stati Uniti     | 21         |           |             |                 |                 |                 |  |
|  | Brasile         | Brasile         | 5          |           |             |                 |                 |                 |  |
|  | Brasile         | Brasile         | 5          |           | Stati Uniti | Stati Uniti     | 21              |                 |  |
|  |                 |                 |            |           | Stati Uniti | Stati Uniti     | 21              |                 |  |
|  |                 |                 | Argentina  | Argentina | 17          |                 |                 |                 |  |
|  | Argentina       | Argentina       | Argentina  | Argentina | 17          | 21              |                 |                 |  |
|  | Argentina       | Argentina       |            |           |             | 21              |                 |                 |  |
|  | Rep. Dominicana | Rep. Dominicana | 8          |           |             | Finale 3º posto | Finale 3º posto | Finale 3º posto |  |
|  | Rep. Dominicana | Rep. Dominicana | 8          |           |             |                 |                 |                 |  |
|  |                 |                 |            |           |             |                 |                 |                 |  |
|  |                 |                 |            |           |             | Brasile         | Brasile         | 15              |  |
|  |                 |                 |            |           |             | Brasile         | Brasile         | 15              |  |
|  |                 |                 |            |           |             | Rep. Dominicana | Rep. Dominicana | 20              |  |

### Semifinali
| Lima 29 luglio 2019 | Stati Uniti | 21 – 5 | Brasile |  |

| Lima 29 luglio 2019 | Argentina | 21 – 8 | Rep. Dominicana |  |

### Finale 5º posto
| Lima 29 luglio 2019 | Venezuela | 21 – 11 | Uruguay |  |

### Finale 3º posto
| Lima 29 luglio 2019 | Brasile | 15 – 20 | Rep. Dominicana |  |

### Finale 1º posto
| Lima 29 luglio 2019 | Stati Uniti | 21 – 17 | Argentina |  |

## Classifica finale
| Pos. | Team            | Formazione                                                                         |
| ---- | --------------- | ---------------------------------------------------------------------------------- |
|      | Stati Uniti     | Stati Uniti 3×37 Ionescu, 9 Nelson-Ododa, 10 Hebard, 11 Williams, All. Kara Lawson |
|      | Argentina       | Argentina 3×36 Llorente, 8 Boquete, 11 Gretter, 22 Pérez, All. -                   |
|      | Rep. Dominicana | Rep. Dominicana 3×35 Hernández, 8 Sentil, 15 Monsac, 22 Reynoso, All. -            |
| 4    | Brasile         | Brasile 3×36 Silva, 10 Mariano, 14 Fernandes, 16 Mineiro, All. -                   |
| 5    | Venezuela       | Venezuela 3×36 Corrales, 8 Márquez, 9 Wallen, 14 Pérez, All. -                     |
| 6    | Uruguay         | Uruguay 3×31 Dolinsky, 9 Cartro, 10 Gayoso, 17 Schiavo, All. Victoria Pereyra      |